# انحياز
الانحياز أو التحيز (بالإنجليزية: bias) هو حكم مسبق في موضوع أو قضية خاصة أو عامة، عادة يكون عن طريق تبني أو مساندة وجهة نظر أو عقيدة إيديولجية. الانحياز يؤدي بالإنسان إلى القبول أو عدم قبول صحة إدعاء ما، ليس بسبب قوة الإدعاء ومؤيداته وبراهينه، لكن لأن هذا الإدعاء لا يلائم معتقداته وأفكاره المسبقة. والانحياز يعني التعصب، اعتماد وجهة نظر واحدة، عدم لحيادية وتفكير منغلق. ويمكن للمرء الانحياز مع أو ضد أفراد، عرقية، دين، طبقة اجتماعية أو حزب سياسي. وهو موازي للتعصب والتزمت والعنصرية.
هناك العديد من أنواع التحيز. منع التحيز التعليمي الذي يآخذ موقف صارم تجاه نوع معين من التلاميذ وبخاصة التفرقة بين قدرات النساء. وهناك التحيز الاعلامي الذي يآخذ موقف معين من قضية ما.

## أنواع التحيز

### الانحيازات المعرفية
- الإرتساء
- الاستسقاط
- تأثير التأطير
- تحيز الإسناد
- الانحياز التأكيدي
- الإنحياز الثقافي
- تأثير الهالة وتأثير القرن
- الانحياز للمصلحة الذاتية
- الانحياز للوضع الراهن

## اعتبارات أخرى
- اقتصادية: اتخاذ سياسات أو مواقف قانونية لاعتبارات اقتصادية.
- ثقافية: تفسير لمظاهر معينة من منطلق المفهوم الثقافي الذاتي.
- عنصرية: أخذ الاحكام المسبقة بالنسبة لاشخاص بناء على اثنيته.
- الجنسية: أخذ مواقف محددة بناء على جنس الشخص.
- الإثارة: تفضيل الاستثنائي على المعتاد.
- الفصيلية: تفضيل فصيلة ما عن أخرى.
- التمويل: تفضيل جهة ما لان لها القوة التمويلية.
- الطبي: تفضيل منهجية طبية أو دواء لمنفعة شخصية.